# Talmberk
Talmberk (tedesco Talenberg, Talmberg (1297), Tallenberg) è un piccolo villaggio, nei pressi di Samopše, facente parte del distretto di Kutná Hora. Si trova a circa 2 km a Ovest di Samopše. Ci sono 39 indirizzi registrati e 40 residenti permanenti.
Talmberk è anche il nome di un'area catastale di 1,35 km² e un castello con lo stesso nome.

## Storia
Il villaggio deve la sua esistenza soprattutto al castello e alla cava di pietra situata vicino. Ad ogni modo, il fondatore del villaggio è considerato Hroznatá z Úžice (Úžice è un villaggio situato ad Est vicino), proveniente da un ramo laterale della famiglia morava di Kaunitz. Egli, margravio di un castello di Praga nel 1284-1286, commise un furto di documenti e ottenne l'area a Nord del fiume Sazava. Suo probabile figlio o nipote fu Guglielmo, il quale trascorse anche periodi nel castello di Rataje nad Sázavou, mentre gestiva la costruzione del castello di Talmberk, che divenne in seguito la dimora dei signori di Úžice, i quali però furono poi chiamati Signori di Talmberk, poiché il castello dell'omonima città divenne loro residenza. Si cita nel 1312 a Talmberk Arnošt, discendente diretto di Hroznatá, che poco dopo ricevette Kácov, imparentandosi con i signori di Černčice e Kácov. Negli anni 1316 e 1336 questo Guglielmo fu citato anche dai fratelli Diviš e Nezamysl di Talmberk. Si sa che Diviš era vivo nel 1353. Nel 1357-1374, il castello era venuto in possesso di Ješek di Talmberk e nel 1357-1382 di Guglielmo II di Talmberk. Nel 1390 il proprietario di Talmberk risulta Diviš II, ma in questo stesso anno Havel Medek di Valdek con suo fratello Guglielmo lo imprigionarono e si appropriarono illegalmente dei possedimenti dei signori di Talmberk, tra cui il villaggio di Přibyslavice, che diedero alle fiamme. Diviš fu liberato solo nel 1397, grazie al consiglio provinciale e all'intervento di un suo amico Racek Kobyla z Dvorce. Dopo il castello passò sotto Oldřich di Talmberk e a Hynek di Talmberk. Non è ancora stato possibile determinare il rapporto parentale esatto tra i vari proprietari del castello.
Altre notizie provengono dal 1473, quando il villaggio apparteneva a Federico Ojíř di Očedělice, nel 1487 invece passò sotto il controllo di Federico di Šumburk e Talmberk, che tentò di venderlo a Bohuslav di Švamberk, proprietario di Rataje, ma l'acquisto non venne mai effettuato. Dopodiché non si hanno fonti fino al 1533, quando venne citato come piccola proprietà di Michal Slavata di Chlum.
Poi Talmberk fu lasciato al suo destino, che vede il castello smontato nel XVII-XVIII secolo per le costruzioni urbane.

## Nella cultura di massa
- Talmberk è una delle principali località in cui viene ambientato il videogioco Kingdom Come: Deliverance; qui appare sotto il controllo di Diviš II, nel 1403, nel periodo dell'attacco su Stříbrná Skalice da parte di Sigismondo d'Ungheria.